# H. P. Bulmer
 (mars 2025).
H. P. Bulmer est une entreprise anglaise de production de cidre fondée en 1887 à Hereford. La société appartient désormais au groupe Heineken international. 
Aujourd’hui, HP Bulmers produit 65 % des 5 millions de litres de cidre vendus chaque année au Royaume-Uni. 
L’un des principaux concurrents de la firme est le groupe irlandais C&C Group (en) et leur cidre Magners.

## Création de la société
À 20 ans, Henry Percival « Percy » Bulmer, fils du recteur de Credenhill, Révérend Charles H. Bulmer et sa femme Mary, devient le fondateur de la société. Il aurait suivi les conseils de sa mère pour faire carrière dans la nourriture et les boissons, « parce que ni l’un ni l’autre ne pourra se démoder », d’après Mary Bulmer. Les deux produits principaux de l’entreprise sont leurs propres cidres Bulmers (vendu dans le monde entier), et Strongbow (vendu en Europe, aux États-Unis, en Australasie et en Extrême-Orient uniquement). 
En utilisant les pommes du verger du presbytère de son père, ainsi qu’un ancien pressoir en pierre de la ferme voisine, Percy Bulmer a fabriqué sa première cuvée. Une boisson avec laquelle la famille espère faire fortune. 
En 1889, son frère aîné Fred (Edward Frederick Bulmer), diplômé du King's College (université de Cambridge), a décliné l’offre d’emploi du 5e roi de Siam, Rama V, qui lui proposait d’être le tuteur de ses enfants. Il a préféré rejoindre Percy pour démarrer l’affaire familiale. 
Avec 1 760 livres prêtés par son père, les frères on acheté 3,2 hectares de terrain à l’extérieur de la ville et ont construit leur premier pressoir à cidre. Ce qui était une simple grange au départ, est devenue un énorme complexe industriel commandé par ordinateurs, réparti sur 30,4 hectares. 
La fabrication de cidre était réalisée par un processus de fermentation naturel à base de levures présentes dans les pommes ; mais le cidre était souvent aigre. Le Dr Herbert Durham, un ami universitaire de Fred, s’est occupé de la bonne fermentation du cidre. Il s’agissait là du début de la fabrication industrielle de cidre. 
Depuis 1911, et encore aujourd’hui, Bulmers est le « fabricant de cidre de Sa Majesté la Reine », depuis l’obtention d’un mandat royal. Bulmers est ensuite devenue une société privée le 27 juin 1918. L’entreprise décrit son cidre comme « The White Wine of England » (le vin blanc d’Angleterre). 
Quant à elle, Strongbow a été rachetée dans les années 1960.

## Société anonyme
Le 7 décembre 1970, la société est entrée en bourse. À ce moment-là, Bulmers était le plus gros fabricant de cidre au monde. 

## Développement récent
En 2003, la compagnie a été achetée à 278 millions de livres par Scottish & Newcastle (S&N), générant la perte de quelque 200 emplois. Le 25 janvier 2008, S&N fut rachetée à hauteur de 7,8 milliards de livres par le groupe Heineken. Les intérêts commerciaux en Australie et en Nouvelle-Zélande ont été vendus au brasseur Australien Foster’s. Bulmers perdure désormais grâce à son nom de marque, avec des opérations à Hereford, où la production de cidre s’est réamorcée. Après les 200 postes supprimés en 2003 lors de la fusion avec S&N, les pertes d’emplois se sont multipliés en 2008, à la suite de l'arrêt des mises en bouteille. 
Durant le printemps de 2006, la société a relancé Bulmers Original en Angleterre, un pack de cidre premium qui visait le marché « served over ice », augmentant ainsi son taux de popularité ces dernières années. Bulmers Original est un cidre à 4,5 % d’alcool et se vend principalement en bouteilles de 568 ml (pinte), mais aussi en bouteilles d’un litre ainsi qu’en canettes de 500ml. La gamme Bulmers s’est vue dotée d’un cidre à la poire en novembre 2007 et d’un cidre allégé au printemps 2008, qui contient la même teneur en alcool que l’Original, mais avec 30 % de calories en moins. Néanmoins, la production de ce dernier a cessé un an plus tard.   
Parmi les autres marques produites par Bulmers, Jacques est un autre cidre de 5,5 % d’alcool. Il est disponible en version Fruits des Bois (cidre avec des saveurs de cerises, de framboises et  de cassis).
A l’été 2010, une édition limitée de Bulmers a été fabriquée, combinant les saveurs de la pomme et de la poire : la « Summer Blend ».
À l’automne 2010, une autre édition limitée de la Bulmers a été créée, faite uniquement de Pommes Red Katy, qui murissent dans les vergers avant la moisson : la « Red Apple ».
Pendant l’été 2011, Bulmers a dévoilé l’édition limitée « Crisp Blend » qui est faite à partir d’un échantillon restreint de pommes, délivrant des chips et une saveur légèrement plus sèche que l’Original. 
Durant le même été, Bulmers a présenté un nouveau design pour ses bouteilles. Tout en gardant la référence au nom traditionnel Bulmers, l’entreprise a ajouté des numéros pour les diverses variétés, tel que no 9 pour l’Original, no 10 pour la poire, no 15 pour la Crisp Blend. Au même moment, un nouveau parfum fut mis en vente : le no 17, fait à partir de baies rouges écrasées et de citron vert. 

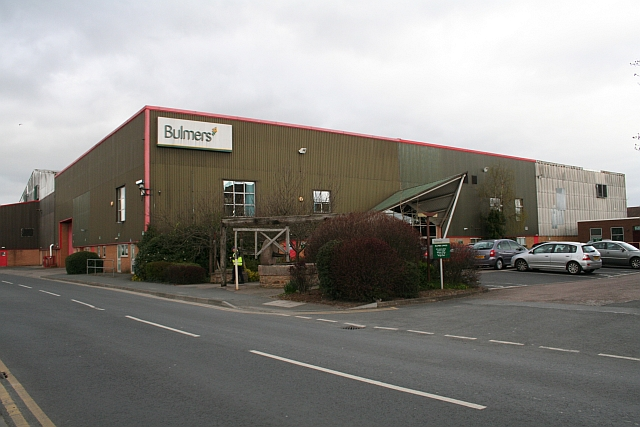
L'usine de Bulmers à Hereford

## Structure
L’entreprise se trouve près de la route A438 à l’ouest de Herford, juste au sud de Hereford Racecourse. Le site couvre environ 38,4 hectares sur lesquels se trouvaient, à l’époque, une usine de cidre et une usine de pectine. Cette dernière était la plus grosse productrice de pectine de tout l’Angleterre.
Les pommes utilisées dans la fabrication de cidre poussent en Angleterre et en France. En 2004, 90 % des pommes utilisées par Bulmers provenait du verger de Herfordshire. 

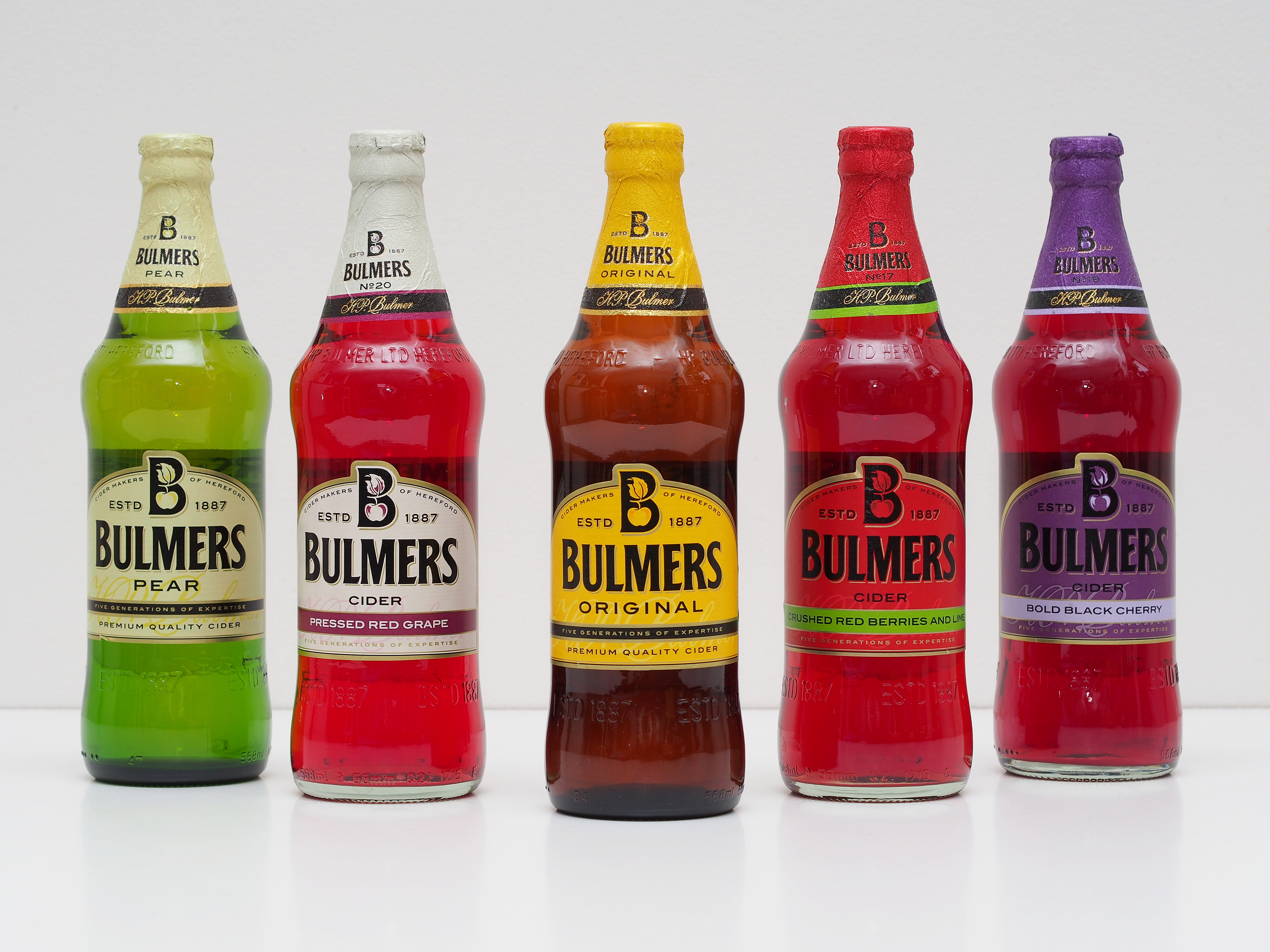
Cinq bouteilles de cidre Bulmers

## Les produits
- Bulmers Cidre Original
- Bulmers Cidre de poire
- Bulmers Crisp Blend, cidre en édition limitée
- Bulmers No 17 Cidre de baies rouges et de citron vert
- Bulmers No 19 Cidre de cerises noires
- Bulmers No 20 Cidre à base de baies rouges écrasées
- Strongbow
- Scrumpy Jack
- Cidre Woodpecker
- Cidre Jacques avec des fruits
- Pomagne

### Vidéo clips
- Chaîne Youtube de Bulmers